# Dreams of the Rarebit Fiend
Nel 1921 Winsor McCay produce una piccola serie di cortometraggi animati basati sull'omonima striscia a fumetti dello stesso McCay, Dream of the Rarebit Fiend.
La serie è composta da 3 episodi :
- Dreams of the Rarebit Fiend: Bug Vaudeville (1921)
- Dreams of the Rarebit Fiend: The Pet (1921)
- Dreams of the Rarebit Fiend: The Flying House (1921)

## Trama

### Dreams of the Rarebit Fiend: Bug Vaudeville (1921)
Un barbone compare in un gruppo di alberi , annunciando che ha sonno. Lui si addormenta ed hanno inizio gli strani sogni. Sullo sfondo di un circo/teatro, una serie di insetti creano uno spettacolo che si conclude quando un ragno afferra e divora l'unico membro del pubblico che era stato visibile per tutta la durata del film.
Il film è presentato come uno spettacolo di vaudeville, anche se non fa uso dell'interazione con la live action che McCay ha utilizzato con Gertie il dinosauro.

### Dreams of the Rarebit Fiend: The Pet (1921)
Ispirato da una striscia di Dreams of the Rarebit Fiend dell'8 marzo 1905, il film ritrae una coppia che adotta un animale misterioso con un appetito insaziabile. Si consuma il suo latte, mangia il gatto di casa, l'arredamento della casa, veleno per topi, e i veicoli in transito, tra cui aerei e un dirigibile, mentre cresce sempre di più.

### Dreams of the Rarebit Fiend: The Flyng House (1921)
Sullo sfondo della rapida urbanizzazione degli Stati Uniti degli anni 1910 e 1920, una casa la quale prende il volo nel sogno di una donna che ha banchettato con i rarebit gallesi.

## Uscita
I film uscirono nelle sale il 26 settembre 1921 (USA) .

## Il film live action
Nel 1906 fu prodotto un film in live action basato sullo stesso fumetto: Dream of a Rarebit Fiend di Edwin Stanton Porter.